# Embraer 195-E2
Dimensions
L'Embraer 195-E2 est un avion à fuselage étroit produit par le constructeur aérien Embraer. Il s'agit d'une version améliorée de l'actuel Embraer 195.
Il peut embarquer de 120 à 144 passagers sur 4 540 km. Il est propulsé, comme l'Embraer 190-E2, par deux réacteurs Pratt & Whitney PW1900G. Il est en concurrence directe avec l'Airbus A220. Il effectue son premier vol commercial le 16 octobre 2019 pour la compagnie Azul entre l'aéroport de São Paulo-Viracopos Campinas et l’aéroport de Brasília.
L'Embraer 195-E2 a été signalé comme produisant un bruit de baleine. Ce son est émis lorsque le moteur tourne à une certaine fréquence, provoquant une résonance dans la chambre de combustion. Ce bruit est normal, mais Embraer a annoncé repenser la chambre de combustion pour le limiter,.

## Commandes
L'appareil totalise 90 commandes[Quand ?][réf. nécessaire].